# 施內爾維爾 (印地安納州)
施內爾維爾（英語：Schnellville）是位於美國印地安納州杜波伊斯縣的一個非建制地區。該地的面積和人口皆未知。